# Alysiasta sikkimensis
Alysiasta sikkimensis är en stekelart som först beskrevs av Bhat 1979.  Alysiasta sikkimensis ingår i släktet Alysiasta och familjen bracksteklar. Inga underarter finns listade i Catalogue of Life.